# Laville-aux-Bois
Laville-aux-Bois là một xã thuộc tỉnh Haute-Marne trong vùng Grand Est đông bắc nước Pháp. Xã này nằm ở khu vực có độ cao trung bình 375 mét trên mực nước biển.